# معبد الکتریکی

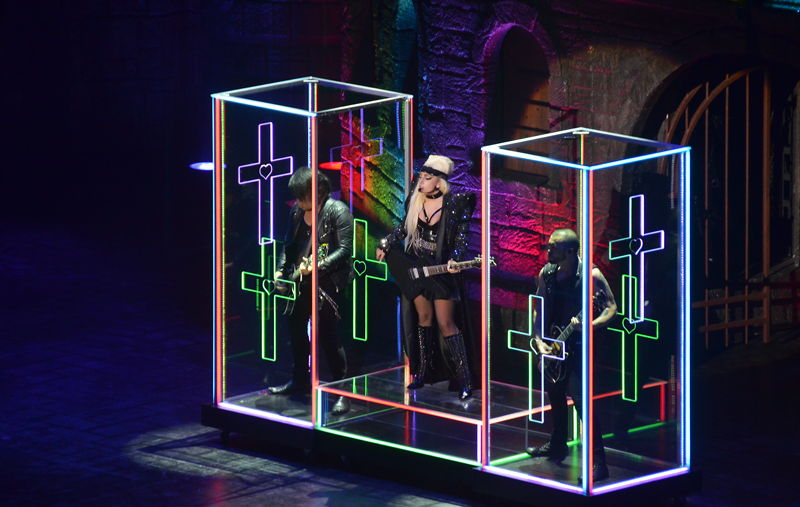
اجرا زنده ترانه معبد الکتریکی

«معبد الکتریکی» (به انگلیسی: Electric Chapel) ترانه‌ای توسط خواننده و ترانه‌سرای اهل ایالات متحده آمریکا لیدی گاگا برای دومین آلبوم استودیویی او اینگونه زاده شده‌ام است که در ۲۳ مه ۲۰۱۱ منتشر شد. کلیسای الکتریکی، توسط لیدی گاگا و دی‌جی وایت شادو نوشته و تهیه شده است.